# الدائر
الدائر أو الداير هي حاضرة ومركز محافظة الدائر جنوب غرب السعودية، وتبعد حوالي 105 كم عن مدينة جيزان.

## الموقع
تقع الدائر شمال شرق مدينة جيزان بمسافة تقدر بحوالي 105 كم، وتبعد حوالي 20 كم تقريباً إلى الشمال من مدينة فيفاء، كما تبعد حوالي 35 كم شرقي مدينة العيدابي. كما يمتاز موقع المدينة بأهمية كبيرة كونها تتوسط مراكز المحافظة، ووجود سوقها الأسبوعي (سوق الداير الأسبوعي)، وهو أحد الأسواق الأسبوعية في المنطقة.

## السكان
بلغ إجمالي عدد سكان مدينة الدائر 15103 نسمة حسب إحصائية سنة 2010م، حيث كان عدد المواطنون السعوديون 12672 نسمة، بينما كان عدد المقيمين من غير السعوديين 2431 نسمة.